# Shen (concepto chino)

Ideograma chino de shen, que significa propiamente «espíritu del cielo».

Shen (神) es la palabra china para 'deidad', 'espíritu', corazón, mente inclusiva y comunitaria o mente futura. Su equivalente japonés es shin, como en shinto. Es un concepto central en la filosofía, la religión y la medicina tradicional china.
El primer significado puede referirse a espíritus, como antepasados muertos, o dioses que están íntimamente involucrados en los asuntos del mundo. Los espíritus generan entidades como ríos, montañas, truenos y estrellas. La primera acepción puede referirse a espíritus, como antepasados muertos, o dioses que están íntimamente implicados en los asuntos del mundo. Los espíritus generan entidades como ríos, montañas, truenos y estrellas.
Un segundo significado de shen se refiere al espíritu humano o psique que se ve en el cuerpo como lustre o vigor y en la mente como vitalidad y entusiasmo; es el poder básico o la agencia dentro de los seres humanos que da cuenta de la vida, con el fin de promover la vida a su máximo potencial, el espíritu se transforma para actualizar el potencial.
Una tercera interpretación de shen describe una entidad como espiritual en el sentido de inspirar asombro o maravilla porque combina categorías que normalmente se mantienen separadas, o no pueden comprenderse mediante conceptos normales. 
En la teoría tradicional china del sanbao, el shen se asocia con el lado yin del yin y el yang (Cielo y Tierra; la Tierra está vinculada al jing en particular en la medicina tradicional china). El Cielo es el origen del aspecto espiritual de la humanidad y proporciona influencias espirituales continuas, por lo que se asocia con el corazón, mientras que la Tierra es el origen del aspecto físico de la humanidad y se relaciona tradicionalmente con nuestros riñones o dantian inferior. La interacción armoniosa y continua del Cielo y la Tierra crea el qì. Por lo tanto, es esencial para mantener y crear vida.
En la medicina tradicional china, el taoísmo, el budismo y la tradición religiosa popular china, el equilibrio del yin y el yang es importante para proporcionar armonía externa y salud interna en la vida, evitando así lesiones, enfermedades o daños al cuerpo, la mente, el espíritu o el medio ambiente.